# Dick Slebos (stedenbouwkundige)
Dirk Laurens Hendrik (Dick) Slebos (Amsterdam, 27 september 1923 – Vinkeveen, 14 januari 2011) was een Nederlands bouwkundig ingenieur en stedenbouwkundige. 
Hij was zoon van Jacobus Christiaan Slebos en Johanna Christina van Dop, wonende in nieuwbouw Jennerstraat 8hs. Vader (1897-1965) was tussen 1925 en zijn pensioen in 1946 opzichter en architect onder meer bij de Dienst der Publieke Werken  Zelf was Dick Slebos getrouwd met Marijke Treurniet; zij hadden drie kinderen. De stedenbouwkundige werd al tijdens zijn leven verward met zijn even oude volle neef Dick/Dic. Slebos. Deze was architect en onder meer directeur van de Academie van Bouwkunst Amsterdam.
Dick Slebos bracht zijn jeugd door in Amsterdam-Oost, waar hij achtereenvolgens de HBS (3e 5-jarige HBS aan de Mauritskade, slaagde in juni 1940) en (tijdens de oorlogsjaren) de MTS volgde. Na de oorlog kon zijn wens in vervulling gaan om verder te studeren aan de Technische Hogeschool in Delft, waar hij werd opgeleid tot stedenbouwkundig ingenieur en in 1952 zijn  academisch examen haalde.
In 1954 werd hij door Cornelis van Eesteren aangenomen bij de afdeling Stadsontwikkeling van de Amsterdamse Dienst der Publieke Werken (verhuisde in 1980 mee naar Dienst Ruimtelijke Ordening), waar hij zijn hele loopbaan bleef, achtereenvolgens onder Van Eesteren, Ko Mulder, Ton de Gier en Ab Oskam. Slebos was daar ontwerper  en van 1966 tot 1984 adjunct-directeur. Van augustus 1980 tot september 1981 was hij tevens waarnemend directeur. Hij was nauw betrokken bij de grootschalige stadsuitbreidingen van Amsterdam (Westelijke Tuinsteden, Buitenveldert, Bijlmermeer) en maakte bij de Dienst ook de roerige jaren 60 en 70, het verval van de oude stad en – onder de wethouders Jan Schaefer en Michael van der Vlis - de daaropvolgende periode van grootscheepse stadsvernieuwing mee. 
Slebos vertegenwoordigde de stad Amsterdam in de ISOCARP (International Society of City And Regional Planners), waarvoor hij regelmatig in het buitenland verbleef. Hij werkte aan de inrichting van de recreatiegebieden rond Amsterdam, met name Het Twiske.
On november 1984 werd Slebos benoemd tot officier in de Orde van Oranje-Nassau.
Na zijn pensionering in 1984, bleef Slebos tot op zeer hoge leeftijd maatschappelijk actief. Zo was hij lange tijd voorzitter van de Amsterdamse Raad voor de Stedenbouw, lid van de monumentencommissie van de gemeente Abcoude (waar hij toen woonde) en bestuursvoorzitter en later erelid van het Fort Abcoude – onderdeel van de Stelling van Amsterdam – waar hij zich inzette voor herbestemming en restauratie. In de jaren negentig deed hij daarnaast onderzoek naar de – verdwenen – buitenplaatsen van rijke Amsterdammers langs de rivier de Angstel tussen Abcoude en Baambrugge, waarover hij een artikelenreeks publiceerde, waaronder een artikel over de Buitenplaats Ypenburg en een kroniek van het geslacht Valckenier
- Nederlandse Thesaurus van Auteursnamen: 41890488X
- Virtual International Authority File: 74153288281432651280